# Spermacoce schumannii
Spermacoce schumannii är en måreväxtart som först beskrevs av Paul Carpenter Standley och Nélida María Bacigalupo, och fick sitt nu gällande namn av Piero G. Delprete. Spermacoce schumannii ingår i släktet Spermacoce och familjen måreväxter. Inga underarter finns listade i Catalogue of Life.